# Joseph Dines
Joseph Dines, född 12 april 1886 i King's Lynn, död 27 september 1918 i Pas-de-Calais, var en engelsk fotbollsspelare.
Dines blev olympisk guldmedaljör i fotboll för Storbritannien vid sommarspelen 1912 i Stockholm.